# Touki Bouki
Touki Bouki es una película del año 1973.

## Sinopsis
Mory, un vaquero que conduce una moto decorada con cuernos de vaca, y Anta, una estudiante, se conocieron en Dakar. Se sienten marginados, están hartos de Senegal y de África, por lo que sueñan con irse a París. Recurren a diversas estratagemas para conseguir dinero. Finalmente, Mory roba dinero y ropa a un rico homosexual que le lleva a su casa. Por fin pueden comprar los pasajes de barco para irse a París.

## Premios
- Moscow International Film Festival, 1973